# Ageratina pendula
Ageratina pendula là một loài thực vật có hoa trong họ Cúc. Loài này được Panero & Villaseñor mô tả khoa học đầu tiên năm 1997.